# Kazimierz Dolny (gmina)
Kazimierz Dolny – gmina miejsko-wiejska w województwie lubelskim, w powiecie puławskim. Część trójkąta turystycznego: Puławy – Kazimierz Dolny – Nałęczów. W latach 1975–1998 gmina położona była w województwie lubelskim.
Siedziba władz gminy to miasto Kazimierz Dolny.
Według danych z 30 czerwca 2004 gminę zamieszkiwało 7060 osób.

## Ochrona przyrody
Na obszarze gminy częściowo znajduje się rezerwat przyrody Krowia Wyspa chroniący stanowiska lęgowe wielu gatunków 
ptaków.

## Struktura powierzchni
Według danych z roku 2002 gmina Kazimierz Dolny ma obszar 72,49 km², w tym:
- użytki rolne: 62%
- użytki leśne: 27%

Gmina stanowi 7,77% powierzchni powiatu.

## Demografia

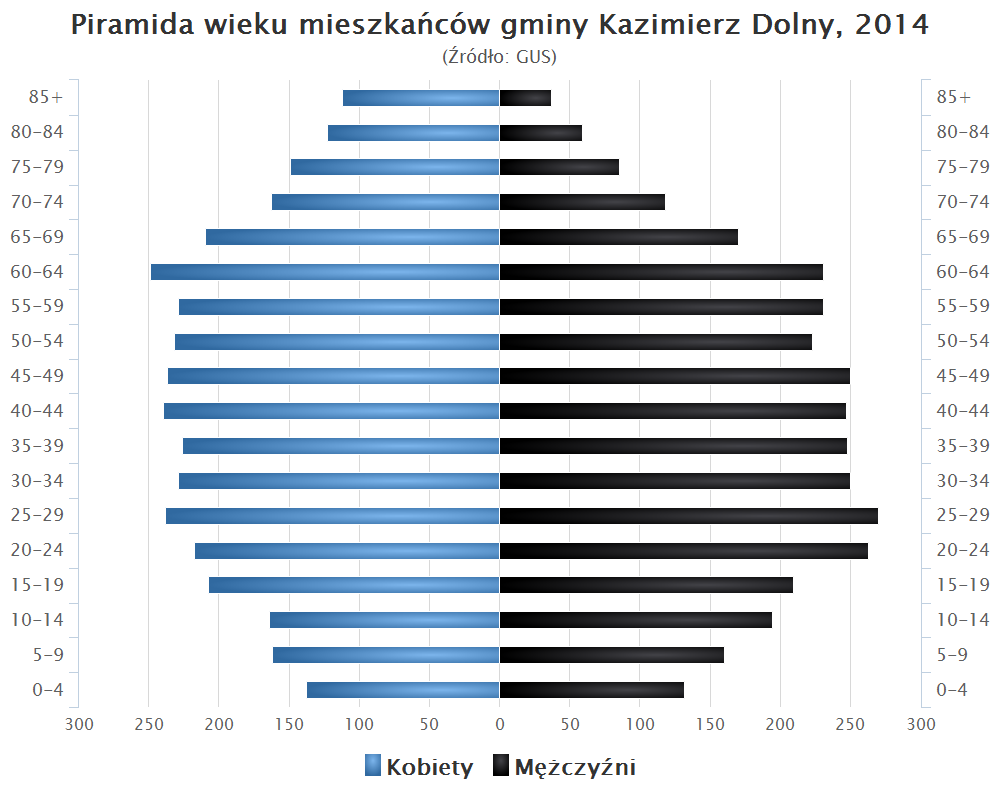
Piramida wieku mieszkańców gminy Kazimierz Dolny w 2014 roku

Dane z 30 czerwca 2004:
| Opis                              | Ogółem | Ogółem | Kobiety | Kobiety | Mężczyźni | Mężczyźni |
| --------------------------------- | ------ | ------ | ------- | ------- | --------- | --------- |
| jednostka                         | osób   | %      | osób    | %       | osób      | %         |
| populacja                         | 7060   | 100    | 3635    | 51,5    | 3425      | 48,5      |
| gęstość zaludnienia (mieszk./km²) | 97,4   | 97,4   | 50,1    | 50,1    | 47,2      | 47,2      |

## Struktura gminy
Gmina obejmuje miasto Kazimierz Dolny (z 6 sołectwami na obszarze miejskim : Cholewianka, Doły-Wylągi, Dąbrówka , Góry, Jeziorszczyzna i Mięćmierz-Okale) oraz 8 sołectw na obszarze wiejskim gminy: Bochotnica, Parchatka, Rzeczyca, Rzeczyca-Kolonia, Skowieszynek, Wierzchoniów, Witoszyn, Zbędowice.

## Sąsiednie gminy
Karczmiska, Końskowola, Janowiec, Puławy (miasto), Wąwolnica, Wilków